# Platanthera holmboei
Platanthera holmboei là một loài lan sống ở vùng đông Địa Trung Hải.

## Hình ảnh

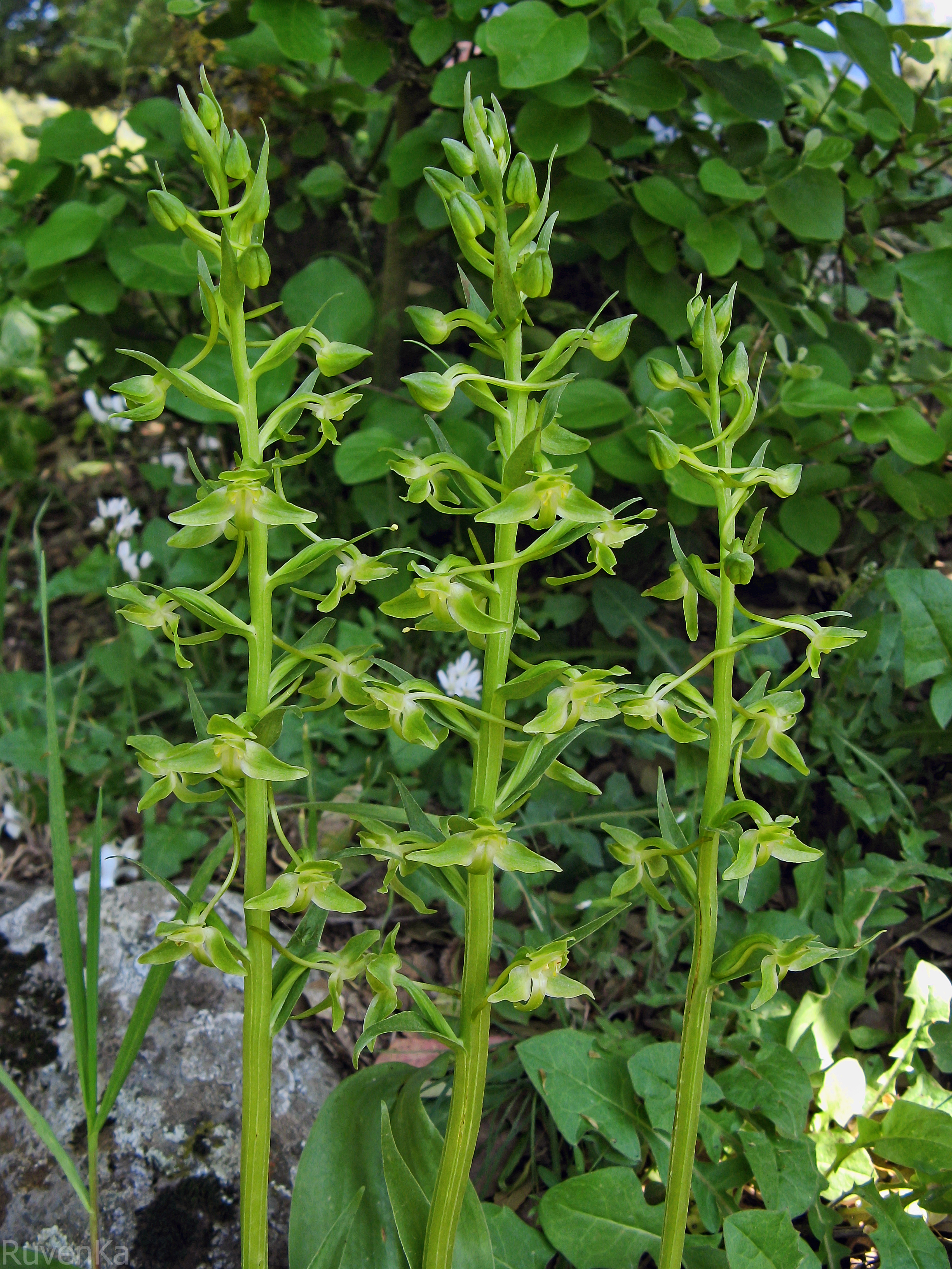
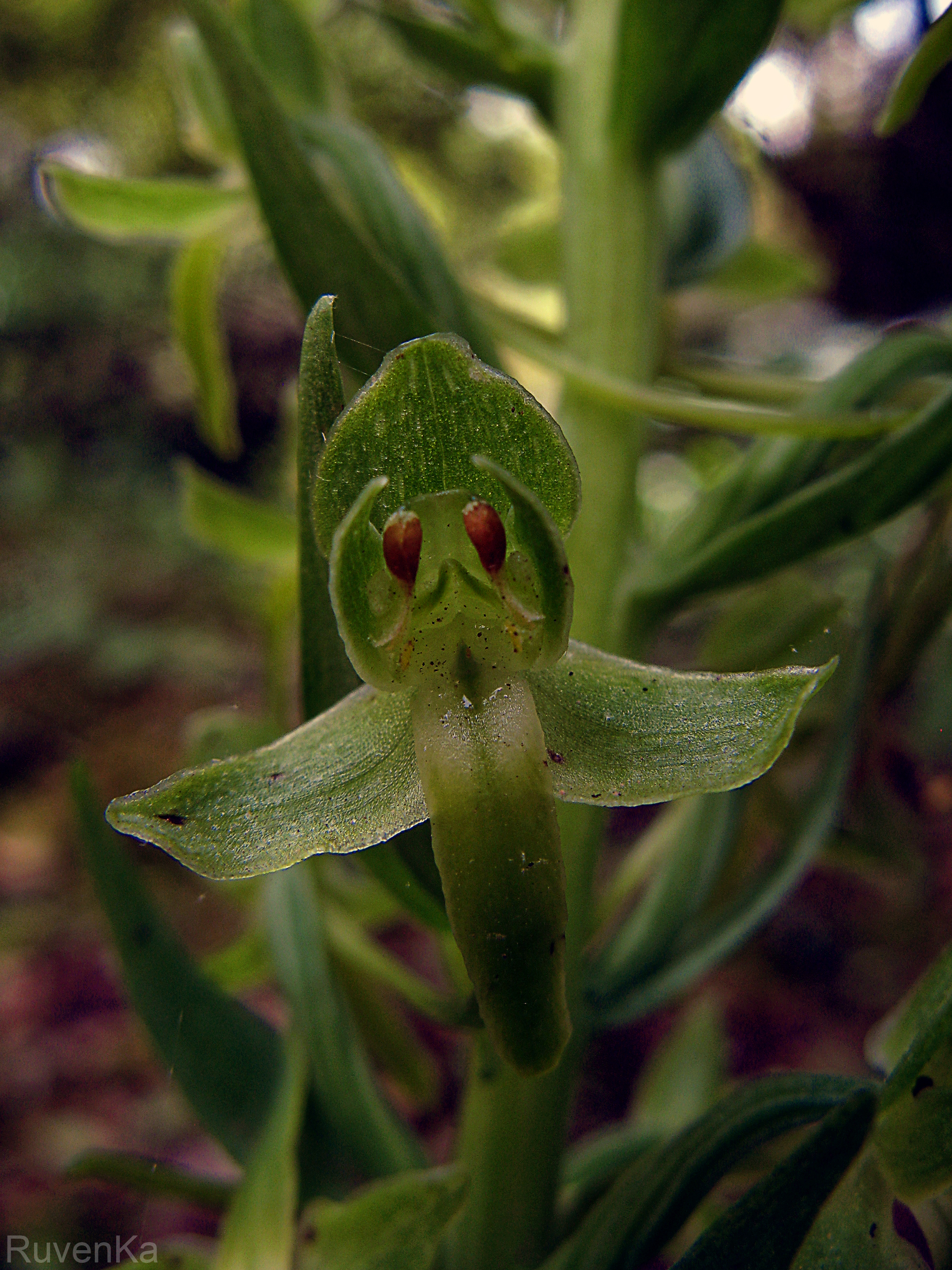
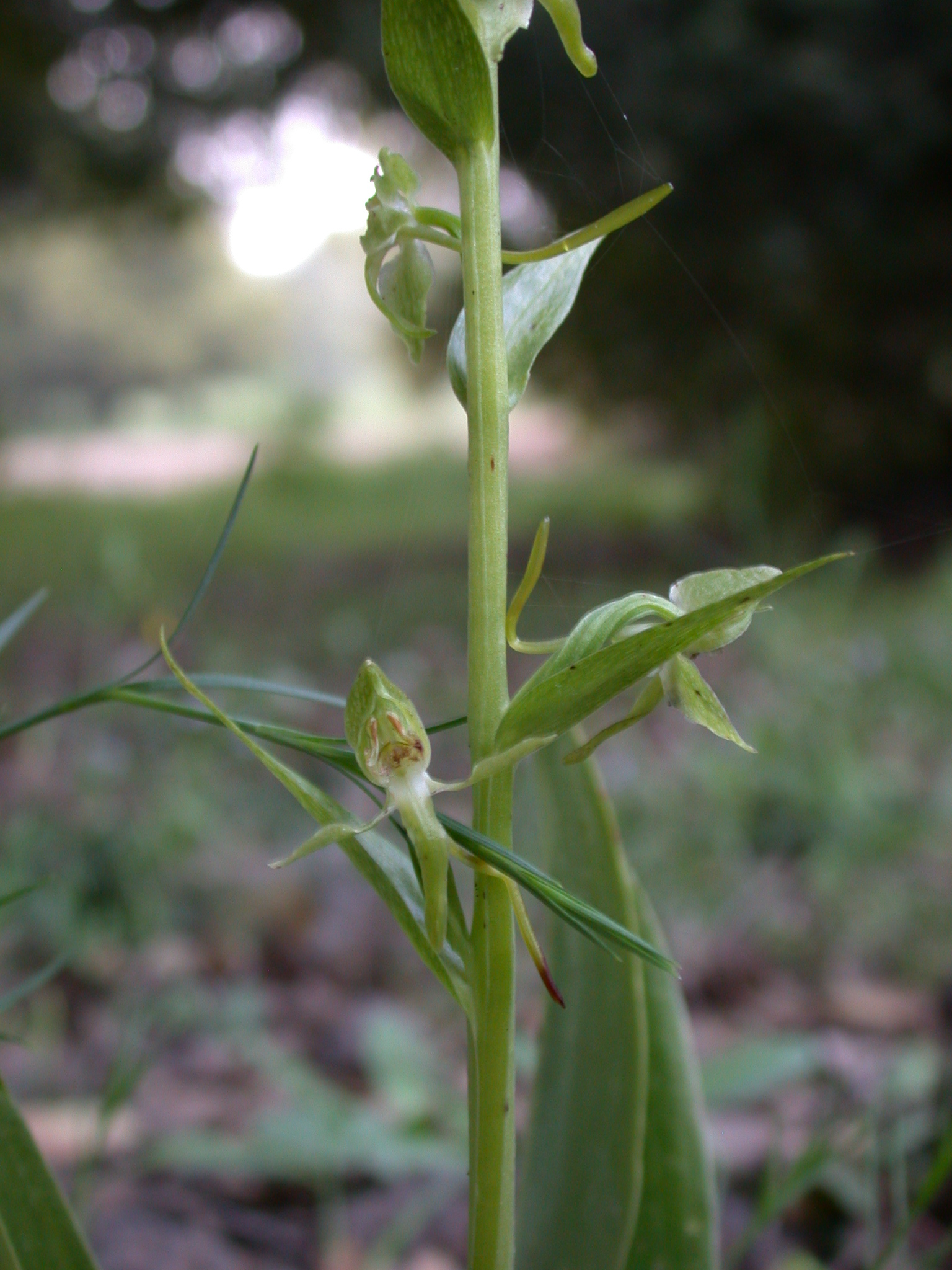
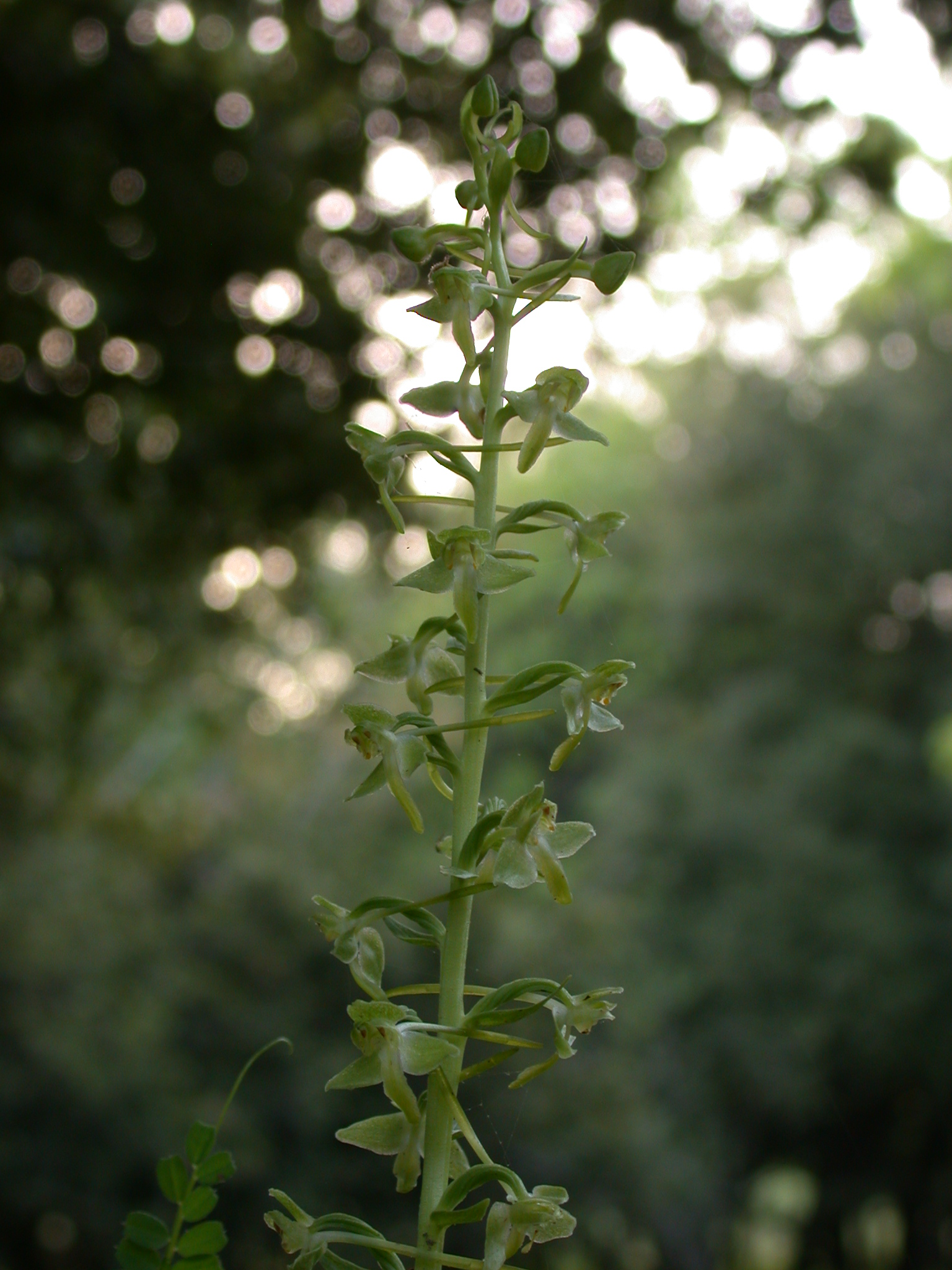